# ナンベイオオタガメ
ナンベイオオタガメ (学名：Lethocerus maximus) は、半翅目コオイムシ科タイワンタガメ属に属する水生昆虫の一種である。
類似種であるLethocerus grandis (Linnaeus, 1758) も同じく「南米オオタガメ」と称され、世界最大のタガメ類として知られている。

## 形態
L. maximusとL. grandisは南米大陸の熱帯雨林に生息する世界最大の水生昆虫であり、両種ともメスの個体は体長が100mmを超える。L. maximusは南米の広域にわたって分布しており、キューバにも生息する。一方でL. grandisはブラジルの南東部（おもに沿岸地域）にのみ分布するが、古くはコロンビアでの記録があり、かつては各地に隔離分布していた可能性が指摘されている。
L. maximusとL. grandisの両種は酷似しているが、前脚の縞模様は L. maximusは斜め方向、L. grandisは縦方向である点で区別できる。

## 生態
植生が豊かなため池の縁などに生息している。タガメ Kirkaldyia deyrolli を含め世界各地には様々なタガメ亜科の昆虫が生息するが、それぞれ生息地の自然環境による差はあれど行動様式はいずれもかなり近似している。
両種とも日本のタガメと比べると圧倒的な大きさであるが前脚は小さく、あまり大きな獲物を捕らえることは日本のタガメほど得意ではない。
その一方で2種とも後脚が大きく発達しており、都築 (2003) は「その大きさ・重量感は昆虫よりカニなど甲殻類に近い印象」と述べている。
また、光に集まる習性があり、ライトトラップで捕獲した例もある。

## 飼育
2種とも環境変化に弱く、長期飼育・繁殖・累代飼育はかなり難しい。飼育時には日本のタガメよりさらに大きい60 cm以上の容器を使用して内部温度を27℃以上に保つなど、生息地である熱帯地域の気候を再現することが最低条件であるほか、前脚が小さいため水深は15 cm程度を目安として小さめの餌を多めに与える必要がある。なお原産国の1つであるブラジルでは熱帯魚以外の輸出が禁止されているため日本国内への入荷は不安定でかなり少ない。